# Citeje
Citeje är en ort i kommunen El Oro i delstaten Mexiko i Mexiko. Samhället hade 455 invånare vid folkräkningen år 2020.